# شيغيو أونو
شيغيو أونو (باليابانية: 大野茂男؛ بالكانا: おおの しげお) هو عالم كيمياء حيوية ياباني، ولد في 1952 في طوكيو في اليابان.